# Przegląd Piechoty
Przegląd Piechoty – polski miesięcznik o tematyce wojskowej, ukazujący się w latach 1928–1939 z inicjatywy szefa sekcji ogólno-wojskowej Towarzystwa Wiedzy Naukowej gen. Mieczysława Boruty-Spiechowicza oraz szefa Wojskowego Instytutu Naukowo-Wydawniczego mjra dypl. Mariana Porwita.
Ogółem ukazało się 140 numerów tego pisma oraz 2 zeszyty specjalne.

## Redaktorzy naczelni
- mjr dypl. Mieczysław Pęczkowski (1928-1938)
- płk dypl. Marian Porwit (1938-1939)